# Abdelkader Ben Bouali
Abdelkader Ben Bouali (ur. 25 października 1912 w Szalifie, zm. 23 lutego 1997 w Algierze) – francuski piłkarz grający na pozycji obrońcy. W swojej karierze rozegrał 1 mecz w reprezentacji Francji.

## Kariera klubowa
Swoją karierę piłkarską Ben Bouali rozpoczął w Algierii, w klubie RU Algier. Grał w nim w sezonie 1932/1933, a w 1933 roku wyjechał do Francji i został zawodnikiem SO Montpellier. Po dwóch latach gry w tym klubie odszedł do FC Sète, w którym występował w sezonie 1935/1936.
W 1936 roku Ben Bouali został piłkarzem Olympique Marsylia. W sezonie 1936/1937 wywalczył z Olympique mistrzostwo Francji. Z kolei w sezonie 1937/1938 zdobył z nim Puchar Francji. W sezonie 1938/1939 grał w RC Paris, a w sezonie 1939/1940 - w Toulouse FC.
W 1940 roku Ben Bouali przeszedł do marokańskiego Wydadu Casablanca. Grał w nim do końca swojej kariery, czyli do 1946 roku.

## Kariera reprezentacyjna
W reprezentacji Francji Ben Bouali zadebiutował 23 maja 1937 roku w przegranym 0:2 towarzyskim meczu z Irlandią i był to jego jedyny mecz w kadrze narodowej. W 1938 roku został powołany do kadry na mistrzostwa świata, jednak nie zagrał w żadnym spotkaniu tego turnieju.
| Mecze i gole w reprezentacji | Mecze i gole w reprezentacji | Mecze i gole w reprezentacji | Mecze i gole w reprezentacji | Mecze i gole w reprezentacji | Mecze i gole w reprezentacji | Mecze i gole w reprezentacji |
| #                            | Data                         | Stadion                      | Rywal                        | Wynik                        | Gol                          | Rozgrywki                    |
| 1937                         | 1937                         | 1937                         | 1937                         | 1937                         | 1937                         | 1937                         |
| ---------------------------- | ---------------------------- | ---------------------------- | ---------------------------- | ---------------------------- | ---------------------------- | ---------------------------- |
| 1.                           | 23.05.1937                   | Paryż, Francja               | Irlandia                     | 0:2                          | 0                            | towarzyski                   |